# سفارة النرويج لدى السعودية
سفارة النرويج لدى السعودية هي الممثلية الدبلوماسية العليا لدولة النرويج لدى المملكة العربية السعودية. تقع السفارة في حي السفارات في الرياض.